# Antarktisk krill
Den antarktiske krill (Euphausia superba) er en art af krill, også kaldet antarktisk lyskrebs, der findes i havet omkring Antarktis. Dette lille krebsdyr er hjørnestenen i det antarktiske økosystem i Sydhavet.
De rejelignende små krebsdyr lever i store stimer, der kan opnå tætheder på op mod 10.000-30.000 individer pr. m³. Opgjort i biomasse er den antarktiske krill det mest succesfulde dyr på planeten da de samlet udgør omkring 500 millioner tons. Krill lever af fytoplankton – hovedsageligt fotosyntetiserende alger. På denne måde optager krill energi fra primærproduktionen, hvis energi oprindeligt via fotosyntesen er omdannet fra solens lys. Krill lever hele deres livscyklus i de frie vandmasser. Dyrene gror til en længde omkring 6 centimeter og vejer op til 2 gram. De kan blive op til 6 år gamle.
Alle medlemmer af krill-ordenen er rejelignende krebsdyr fra gruppen Eucarida. Brystpladerne kaldet thoracomer er forbundet med rygdelen af skjoldet på en måde, så gællerne er synlige for det menneskelige øje. I modsætning til de fleste andre krebsdyr, f.eks. krabber, hummere og rejer, har krillarterne ikke omdannede lemmer, der fungerer som kæber.
Den antarktiske krill gyder fra januar til marts, både over kontinentalsoklen og i de øvre dele af det åbne vand. Hannen anbringer, ved hjælp af sine specielt udviklede lemmer kaldet pleopoder, en spermpakke ved hunnens kønsåbning.

## Opvækst
Ifølge den klassiske hypotese, udviklet på baggrund af resultater indsamlet med det berømte engelske ekspeditionsskib Discovery, udvikles æggene således:
Mens de 0,6 mm store æg falder fra de åbne vandmasser mod bunden omkring 2000–3000 meter nede, begynder de første celler at danne de forskellige områder for fosteret bl.a. bughulen, ektoderm og mesoderm, hvoraf alle senere strukturer i kroppen dannes. Når ægget senere klækkes, vandrer larven i dens første stadie igen mod overfladen ved hjælp af sine tre par lemmer. Krilllarven gennemgår flere stadier i sin udvikling. De to næste larvestadier lever stadig af næringen fra ægget, så de behøver ikke tage føde til sig. Efter tre uger har den lille larve fuldført opstigningen til overfladen. Her vokser den i størrelse og gennemfører endnu 8 larvestadier, hvorunder lemmerne, de sammensatte øjne og børsterne udvikles yderligere. Når larven er 15 mm ligner den en voksen krill. Men først efter 2–3 år er dyrene kønsmodne. Som alle krebsdyr må krillen skifte den ydre kitin-skal (faktisk skelettet) i takt med at den vokser. Hamskiftet sker omkring hver 13.–20. dag.

## Føde
Tarmen på den antarktiske krill kan ofte ses da den lyser i grønne farver gennem dyrets gennemsigtige krop. Dette fænomen indikerer at krillarten lever af fotosyntetiserende alger – for det meste diatomeer i størrelsen omkring 20 mikrometer. Algerne filtreres fra vandet og deres skaller knuses i krillens tarmsystem, hvorefter de fordøjes. Krillen kan også fange og æde copepoder, amphipoder og andre mindre zooplankton. Tarmen er en lige kanal, fordøjelsen er ikke særlig effektiv, så en hel del organisk stof udskilles derfor igen med afføringen.
I akvarier kan krill finde på at udvikle kannibalistiske tendenser. Hvis de ikke fodres svinder de i størrelse når de er udvoksede, hvilket er specielt for dyr i denne størrelse. Det er sandsynligvis en tilpasning til udsving i adgangen til føde, da føden er knap i de mørke vintermåneder under isen.

### Filterføde
Den antarktiske krill kan præstere at indfange og udnytte de bitte fytoplaktonceller direkte, intet andet dyr på krillens størrelse er i stand til dette. Krillen kan gøre det takket være filtrering af vandet med dyrets specialiserede forben: De seks forreste ben kan føres sammen på en måde, så de danner en kurv, der opsamler fytoplankton fra det åbne vand. De fine åbninger imellem benene er kun omkring 1 mikrometer (SEM images).
Ved lave fødekoncentrationer skubbes kurven i åben position gennem vandet på strækninger op til en halv meter. Herefter føres algerne til munden ved hjælp af børster på indersiden af benene, der danner kurven.

### Græsning
Ud over at filtrere føden direkte fra vandet kan kril også skrabe algelag af undersiden af pakisen. Man kan observere mange individer der samtidigt svømmer lodret i vandet med hovedet nedad under en iskant mens de "græsser" af algelaget. Til græsning af alger har krillen udviklet specielle stive børste på spidsen af de samme ben der også kan bruges til at forme kurven ved filtrering af vandet. Når dyrene græsser, bevæger de sig i et siksak-mønster, som en græsslåmaskine. Et enkelt dyr kan afgræsse et område på en kvadratfod (svarende til cirka 0,1 kvm) i løbet af 10 minutter.
Det er relativt ny viden, at isen over store områder er dækket af en film af alger. Denne film kan indeholde mere organisk stof end hele vandsøjlen under isen. Krillen finder her en stor energikilde, specielt i forårsmånederne.

### Den biologiske pumpe og udskillelse af organisk stof
Krillen spilder en del når den æder. Den spytter dele af fytoplankton ud igen, delene består af tusindvis af sammenklistrede celler. Krillen producerer også afføring der stadig indeholder store mængder organisk stof og dele af diatomeernes skaller. Både resterne af krillens måltid og afføringen er tunge og synker hurtigt til bunds. Denne process kaldes den biologiske pumpe. Vandet omkring Antarktis er meget dybt og derved kommer det bundfældede organiske stof til at virke som et lager for carbondioxid (carbondioxid er bundet i det organiske stof). Carbondioxiden overføres på denne måde fra den levende biomasse til bunden af havet, hvor det kan ligge som bundfald i op til 1000 år.
Hvis phytoplanktonet optages af andre dyr end krill i økosystemet i overfladevandet vil det meste organiske stof blive optaget i biomasse-systemet igen og carbondioxiden forbliver i de øvre vandmasser. Det er muligt at denne process er et af de største biologiske feedback-systemer på hele kloden – måske endda den største, da den er drevet af krillens enorme biomasse. Men mere forskning er nødvendig for at fastsætte størrelsen af Sydhavets økosystem.

## Biologiske særheder
Krill kaldes også ofte for lyskrebs, da de ved hjælp af bioluminescerende organer kan udsende lys. Organerne sidder flere forskellige steder på krillens krop. Et par sidder på krillens øjestilke, et andet par sidder på hoften af 2. og 7. forreste benpar og et enkelt organ sidder på hver af de fire brystben. Lysorganerne udsender et gul-grønt lys i perioder op til 2-3 sekunder. Organerne er højt udviklede. Man kan sammenligne dem med en lommelygte, da de består af en konkav reflektor bagest i organet og en linse forrest, der kan lede lyset. Hele organet kan roteres ved hjælp af muskler. Hvorfor krillen har disse organer er ikke fuldt ud forstået. Nogle hypoteser foreslår at effekten af lysudsendelsen skal kompensere for krillens skygge, så dyret ikke er synligt for rovdyr. Andre hypoteser foreslår at lysudsendelsen er et led i krillens magesøgningsadfærd eller at den hjælper dyrene til at bevæge sig med flokken om natten.
Krillens bioluminescerende organer indeholder flere forskellige fluorescerende stoffer. Hovedparten af stofferne udsender mest lys ved en excitation omkring 355 nm og en emission på 510 nm.

### Flugtadfærd
Krillen har en flugtreaktion designet til at udgå rovdyr. Dyrene svømmer baglæns meget hurtigt ved at bevæge bagkroppen op og ned. På denne måde kan krill nå hastigheder på op til 60 cm/sek. Reaktionshastigheden for dyret er på kun 55 millisekunder.

### Sammensatte øjne
Selvom behovet for og årsagerne bag udviklingen af krillens massive sorte sammensatte øjne forbliver et mysterium er der ingen tvivl om at den antarktiske krill har et par af de mest enestående øjen-strukturer i naturen.
Som nævnt ovenfor kan dyret svinde ind ved et hamskifte, hvilket regnes for værende en overlevelsesadfærd ved knaphed på føde. En mindre krop behøver mindre energi og dermed føde. Men dyrets øjne skrumper ikke når resten af kroppen gør. Forskellene i forholdet mellem øjenstørrelse og kropsstørrelse er derfor en pålidelig indikator på om krillen sulter.

## Udbredelse
Antarktisk krill findes i overfladevandet overalt i oceanet rundt om Antarktis. Den største koncentration af dyret er dog i den atlantiske del.
Den nordlige grænse for det sydlige ocean, der består af dele af det Atlantiske og Indiske Ocean og af Stillehavet, defineres mere eller mindre af den antarktiske strøm. I strømmen, der omkranser jorden, synker det kolde antarktiske overfladevand ned under de varmere subantarktiske vande. Strømmen løber fra omkring 55° syd til kontinentet, det sydlige ocean dækker hermed 32 millioner kvadratkilometer. Det er 65 gange Nordsøens areal. I vintersæsonen dækkes over tre fjerdedele af Sydhavets areal af is, om sommeren er et areal på 24 millioner kvadratkilometer isfrit. vandtemperaturen svinger imellem -1,3 °C og 3 °C.
Sydhavet består af et system af havstrømme. Når der er vestenvind bevæger overfladevandet sig omkring Antarktis i en østlig retning. Nær kontinentet fører østlige vinde strømme mod uret. På grænsen mellem strømmene dannes store hvirvler, f.eks. i Weddellhavet. Krillflokkene driver med vandmasserne og udgør en enkelt stamme hele vejen rundt om Antarktis, med udveksling af gener over hele området. I øjeblikket vides kun lidt om det præcise vandringsmønster, da enkeltindivider i krillflokkene praktisk set ikke kan mærkes endnu, så man kan følge deres bevægelser.

## Krillens position i det antarktiske økosystem
Den antarktiske krill er hjørnestenen i det antarktiske økosystem og udgør en vigtig fødekilde for hvaler, sæler, søleoparder, pelssæler, krabbeædende sæler, tiarmede blæksprutter, isfisk, pingviner, albatrosser og mange andre arter. Den krabbeædende sæl har endda udviklet et tandsæt specielt adapteret til at indfange denne rige fødekilde: de usædvanligt fligede tænder virker som en sigte, så sælen kan filtrere krillen fra vandet. Hvordan tandstrukturen virker i detaljer mangler stadig at blive undersøgt. De krabbeædende sæler er den talrigeste sælart på jorden. Deres føde består af op til 98% antarktisk krill. Sælerne konsumerer over 120 millioner tons krill pr. år. Pelssælerne har udviklet en lignende tandstruktur.
Størrelsesforskellen mellem kril og krillens byttedyr er usædvanlig stor. Størrelsesforholdet mellem krillen og de rovdyr der lever af dyret er tilsvarende stort – de største rovdyr er her bardehvalerne. Kun i Antarktis findes disse store forskelle mellem byttedyr og rovdyr. Den antarktiske krill lever kun i Sydhavet. I Nordatlanten er krill-arten Meganyctiphanes norvegica dominerende, mens den typiske art for Stillehavet er Euphausia pacifica.

### Biomasse og produktion
Den antarktiske krills samlede biomasse er estimeret til at ligge mellem 125-725 millioner ton, hvilket gør dyret til den mest succesfulde art på planeten. Til sammenligning er den samlede mængde af landet biomasse fra fiskeri omkring 100 millioner tons om året. Årsagen til krillens succes hænger sammen med den utroligt store planktonproduktion i havet omkring det isdækkede kontinent – måske den største produktion af plankton i verden. Havet er fyldt med fytoplankton, da vandet, der bringes op til overfladen fra bunden, bringer det organiske stof i kredsløb igen i den lysrige zone i overfladevandet, hvilket giver næring til algerne. Denne mekanisme kaldes upwelling. Primærproduktionen fra algerne i havet ligger omkring 1 – 2 gram organisk stof pr. kvadratmeter. Dette er dog ikke udpræget højt – ved isranden kan produktionen komme helt op på 30 – 50 gram organisk stof pr. kvadratmeter. Men arealet med høj produktion er stort og der er mange timers dagslys om sommeren.

### Nedgang i takt med svindende pakis
Det er frygtet at den antarktiske krills totale biomasse er faldet drastisk over de sidste tiår. Nogle forskere anslår faldet til at være så højt som 80%. Faldet kan skyldes at mængden af pakis er svundet ind på grund af den globale opvarmning, da den antarktiske krills tidlige larvestadier synes at behøve pakisens struktur for at overleve. Pakisen danner naturlige huleagtige strukturer som krillene benytter når de undgår rovdyr. I år med dårlige betingelser for pakisdannelse fortrænges krillen af sækdyr.

### Fiskeri
Fiskeriet af den antarktiske krill ligger i omegnen af 90.000 tons pr. år. De største nationer indenfor industrien er Rusland, Ukraine og Japan. Produkterne afsættes hovedsageligt i Japan som en delikatesse, mens den forhandles i resten af verden som dyrefoder og fiskemadding. Krillfiskeriet er svært at udføre af to årsager. For det første skal et krill-net have meget fine masker, hvorved det bliver meget tungt at trække og danner en bovbølge der skyller krillene væk, ud til siderne. For det andet stopper nettet hurtigt til pga. de fine masker. Et finmasket net er pr. definition også et skrøbeligt net og de først udviklede net gik hurtigt i stykker når man trak det igennem en krill-stime.
Et andet problem er at få krillfangsten om bord. Når nettet strammes sammen og løftes ud af vandet presses organismerne så tæt i det, at en stor del af væskerne i krillen presses ud. Man har eksperimenteret med at pumpe krillen om bord på skibe direkte fra vandet for at undgå dette. Nye specielle krillnet er også under udvikling. Forarbejdningen af krill skal ske hurtigt, da fangsten indenfor få timer ellers fordærves. Forarbejdningen indebærer at krillens bagpart skilles fra forkroppen og kitin-skelettet fjernes. Dette produkt kan dermed fryses eller forarbejdes til koncentreret pulver. Produktets høje protein- og vitaminindhold gør krill velegnet til føde for både mennesker og dyr.

## Fremtidige visioner
På trods af det lille kendskab til det antarktiske økosystem udføres der allerede eksperimenter i stor skala med krill, for at forhøje udskillelsen af organisk stof. I store områder i Sydhavet findes store mængder af næringsstoffer i havet, men fytoplanktonet gror ikke meget. Områderne kaldes HNLC (høj næringsstofværdi, lavt kulstof (organisk stof)). Fænomenet kaldes det antarktiske paradoks, det opstår fordi der mangler jern i økosystemet. Relativt små tilførsler af jern giver anledning til meget store opblomstringer af alger, der dækker mange kilometer. Det er håbet at eksperimenter i denne skala kan udtrække kuldioxid fra atmosfæren (kuldioxid bliver forbrugt ved algernes fotosyntese, organisk stof dannes samtidig) og på den måde kompensere for udledningerne af kuldioxiden til atmosfæren ved menneskets afbrænding af fossile brændstoffer som f.eks. olie. Krillen er nøglearten i indsamlingen af de små planktonalger, så udsivningen af organisk stof og dermed bindingen af kuldioxid til havbunden kan accelereres. Visionen er, at der i fremtiden findes en flåde af tankere der cirkler i havet omkring Antarktis og tilsætter jern til økosystemet. Så dette relativt lille ukendte dyr – krillen – kan måske hjælpe os med at holde biler og airkonditioner kørende også i fremtiden.